# Taipeh

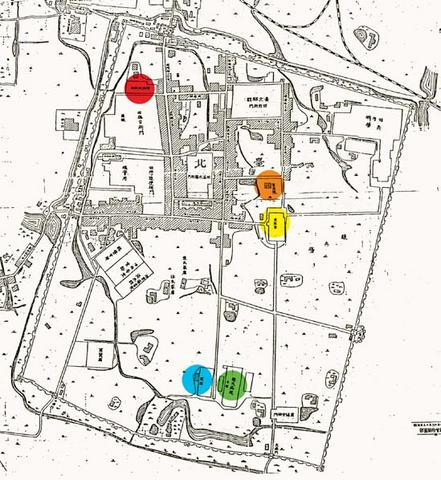
Historisches Taipeh

Taipeh (chinesisch 臺北市 / 台北市, Pinyin Táiběi Shì, W.-G. T’ai-pei shih, Zhuyin ㄊㄞˊ ㄅㄟˇ ㄕˋ, Pe̍h-ōe-jī Tâi-pak-chhī – „Nordtaiwan-Stadt“, häufig in der englischen Schreibweise als Taipei wiedergegeben) ist der Hauptort der Insel Taiwan und Hauptstadt sowie Regierungssitz der Republik China (Taiwan). Die Millionenstadt im nördlichen Teil der Insel ist die viertgrößte Stadt des Landes und bildet mit Neu-Taipeh dessen größten Ballungsraum. Das Gebiet der Stadt wird von der aus dem Landkreis Taipeh hervorgegangenen Stadt Neu-Taipeh komplett umschlossen.

## Geographie und Naherholung
Taipeh liegt in einem Becken am Zusammenfluss der Flüsse Danshui, Xindian und Jilong (Keelung). Während der Danshui-Fluss und der Xindian-Fluss die Stadt im Westen und Süden begrenzen, trennt der Jilong-Fluss das Stadtzentrum von den nördlichen Bezirken Zhongshan und Neihu.
Im Norden des Beckens erheben sich die Berge des Yangmingshan-Nationalparks mit dem Qixing Shan als höchster Erhebung (1120 m). Dort kann man geothermale Aktivitäten (heiße Quellen, Fumarolen) erleben sowie die Kirschblüte, Schmetterlinge und Graslandschaften bestaunen. Im Süden ziehen der Zoo Taipei, der Zhinan-Tempel und die Teehäuser der Maokong-Berge die Besucher an.
Kleinere Berge wie der Xiang Shan reichen bis ins Stadtzentrum. Der Da’an-Park hat eine zentrale Lage.

## Geschichte

### 17. bis 19. Jahrhundert
Das Gebiet von Taipeh gehörte ursprünglich zum Stammesgebiet taiwanischer Ureinwohner vom Stamm der Ketagalan. Zwischen 1626 und 1642 errichtete Spanien vereinzelte Stützpunkte im Norden Taiwans, wurde jedoch von den Niederländern vertrieben. 1662 wurden die Holländer von Zheng Chenggong (Koxinga) besiegt, dessen Erben die Kontrolle über Taiwan jedoch Ende des 17. Jahrhunderts an die Qing-Dynastie verloren. Erst danach begann die Besiedlung Nordtaiwans durch Han-Einwanderer.
Schritt für Schritt zogen die Han nach Norden. Das Gebiet am Danshui-Fluss wurde das wichtigste Zentrum in Nordtaiwan und die Han-Siedlungen Báng-kah (taiwanische Lesung; 艋舺,  Měngjiǎ, heute Wanhua 萬華,  Wànhuá), Dalongdong und Dadaocheng entwickelten sich zu Geschäftszentren. Diese drei Siedlungen stellten mit ihrer Entwicklung die Keimzelle für das sich entwickelnde Taipeh dar.
Taipehs Entwicklung als Stadt begann 1709, als Chen-Lai-Zhang, eine Vereinigung von Zuwanderern aus Quanzhou, Fujian, von der Regierung die Erlaubnis zur Urbarmachung des Gebietes bekam. Die erste Ansiedlung war ein am Ostufer des Danshui gelegenes Handelsdorf mit einem Hafen namens Báng-kah, heute Wanhua, wo sich auch der ab 1738 errichtete Longshan-Tempel (Drachenbergtempel, 龍山寺,  Lóngshān sì) befindet. Anfang der 1870er Jahre wurde mit dem Ausbau zur Großstadt begonnen. 1879 waren die Stadttore in die vier Himmelsrichtungen fertiggestellt. Bis auf das Westtor sind alle anderen heute noch erhalten. 1885 begann der Bau der Stadtmauern. Gleichzeitig wurden die Straßen mit Kopfstein gepflastert und zum Teil schon elektrisch beleuchtet. Im selben Jahr wurde Taipeh vom damaligen Provinzgouverneur Liu Mingchuan zur Stadt erhoben.

### Japanische Kolonialzeit
Nach der Niederlage des Qing-Kaiserreichs im Ersten Japanisch-Chinesischen Krieg 1895 kam Taiwan unter japanische Herrschaft. Die Stadt, japanisch Taihoku ausgesprochen, wurde in dieser Zeit von den Japanern dreifach neu geplant und schließlich Großstadt. Die Bauform des damaligen Gouvernementspalastes, der heute der Präsidentenpalast ist, ähnelt der Form des Schriftzeichens für Japan. Der größte Teil des heutigen Straßennetzes Taipehs entstand in der damaligen Zeit. Die aktuell größte Universität Taiwans, Nationaluniversität Taiwan, wurde damals gegründet.
Während des Zweiten Weltkrieges erlebte die Stadt am 31. Mai 1945 den schwersten aller amerikanischen Bombenangriffe auf Ziele in Taiwan. Der Angriff zerstörte zahlreiche Gebäude und forderte mehr als 3000 Menschenleben, mehr als alle anderen amerikanischen Luftangriffe auf Taiwan während des Krieges zusammengenommen. Während der Zeit der Kuomintang-Diktatur (1945 bis Ende der 1980er) wurde das Ereignis weitgehend totgeschwiegen, da Taiwan an guten Beziehungen zu den USA interessiert war.

### Nach 1945
Nach der Niederlage der Japaner 1945 wurde Taiwan zu einer Provinz der Republik China. Wichtige politische Ämter wurden mit Festland-Chinesen (Waishengren) besetzt. Zwischen ihnen und den Taiwanern, die eben noch japanische Staatsbürger gewesen waren, kam es zu Spannungen. Diese entluden sich 1947 in dem Zwischenfall vom 28. Februar, der in Taipeh seinen Ausgang nahm, von dort auf das ganze Land übergriff und bis in den Mai andauerte. 1949 zog sich die Kuomintang-Regierung der Republik China im Kampf gegen die chinesischen Kommunisten während der Endphase des Chinesischen Bürgerkriegs nach Taiwan zurück. Dadurch entstand ein Zustrom von Kapital (Gold- und Währungsreserven), Kunstschätzen und gut ausgebildeten Festland-Chinesen, die zur Elite der Republik China gehörten und von denen sich nun viele in Taipeh und Umgebung niederließen. Die Stadt wurde so nach und nach zum politischen, wirtschaftlichen und kulturellen Zentrum Taiwans und ist heute eine der wichtigsten Städte Asiens.

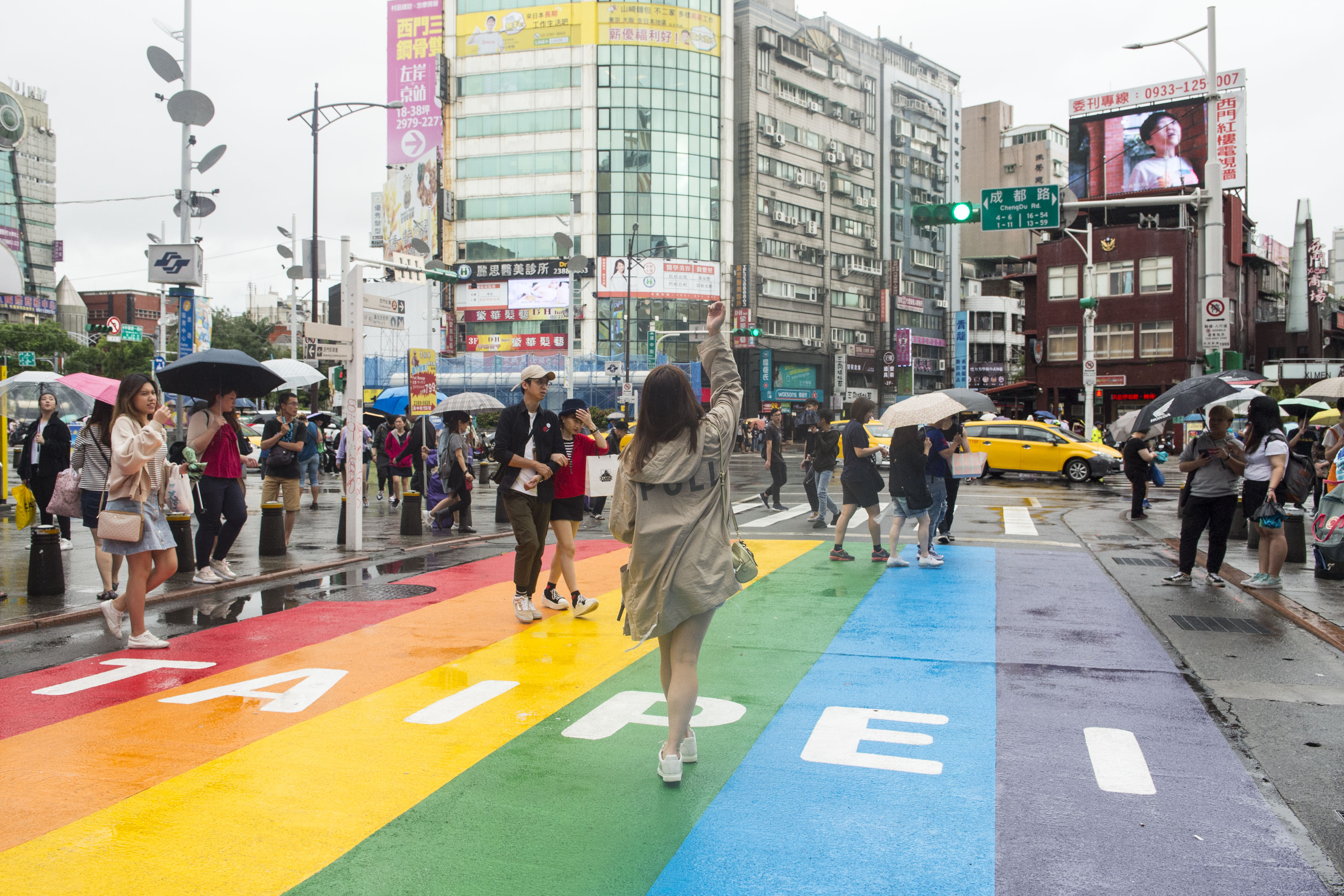
Stadtteil Ximending

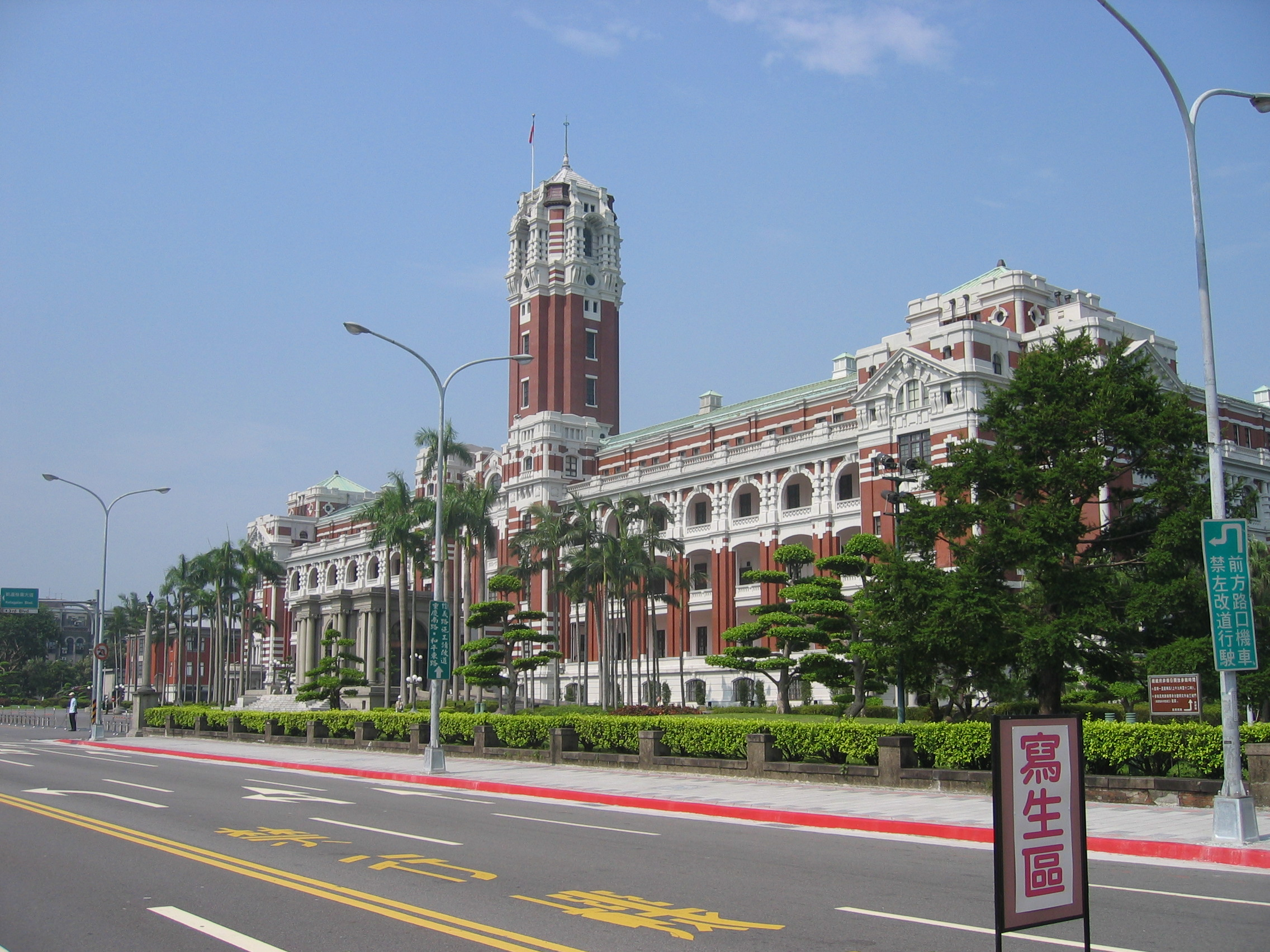
Präsidentenpalast

## Verwaltung
Der Stadtrat von Taipeh (台北市議會) wurde 1946 gegründet. Seit 1976 ist es eine Stadtbehörde unter der direkten Aufsicht der Regierung. Die erste Sitzung fand am 25. Dezember 1969 statt.
Die Mitglieder des Rates werden durch direkte Abstimmung gewählt. Am 25. Dezember 1998 übernahmen 52 Beigeordnete ihre Ämter für den Neunten Rat. Es gibt sechs Wahlbezirke und einen Ureinwohner-Bezirk. Der Sprecher und Vizesprecher des Rates werden durch getrennte Wahlen durch die Versammlung gewählt. Beide müssen jeweils mehr als 50 % der Stimmen erhalten.
Der Rat hat folgende Aufgabenbereiche: zivile und finanzielle Verwaltung, Wiederaufbau, Erziehung, Verkehr, Polizei, Gesundheitswesen, Öffentlichkeitsarbeit, Gesetze und Regulierungen sowie Budgetierung.
Straßen- und Ortsnamen werden, neben den Han-Schriftzeichen, mit Hanyu Pinyin in lateinischen Buchstaben ausgeschildert, und nicht mit dem früher üblichen Wade-Giles oder Tongyong Pinyin. Dies erstreckt sich auch auf die MRT. Allerdings sind gebräuchliche abweichende Bezeichnungen wie Taipei weiterhin in Gebrauch.

## Bezirke

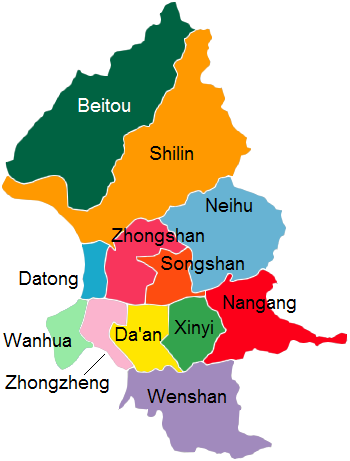
Bezirke von Taipeh

Mit dem 12. März 1990 wurde die Zahl der Stadtbezirke von bisher 16 auf 12 reduziert.
| Hanyu Pinyin | Han-Schrift | Taiwanisch (POJ) | Einwohner | Fläche in km² |
| ------------ | ----------- | ---------------- | --------- | ------------- |
| Beitou       | 北投        | Pak-tâu          | 255.281   | 56,8216       |
| Da'an        | 大安        | Tāi-an           | 313.310   | 11,3614       |
| Datong       | 大同        | Tāi-tông         | 129.709   | 05,6815       |
| Nangang      | 南港        | Lâm-káng         | 119.665   | 21,8424       |
| Neihu        | 內湖        | Lāi-ô͘            | 282.594   | 31,5787       |
| Songshan     | 松山        | Siông-san        | 210.148   | 09,2878       |
| Shilin       | 士林        | Sū-lîm           | 289.528   | 62,3682       |
| Wanhua       | 萬華        | Báng-kah         | 193.246   | 08,8522       |
| Wenshan      | 文山        | Bûn-san          | 271.136   | 31,5090       |
| Xinyi        | 信義        | Sìn-gī           | 228.355   | 11,2077       |
| Zhongshan    | 中山        | Tiong-san        | 228.543   | 13,6821       |
| Zhongzheng   | 中正        | Tiong-chèng      | 163.052   | 07,6071       |

Stand: November 2013

## Forschungsinstitute, Hochschulen und Universitäten

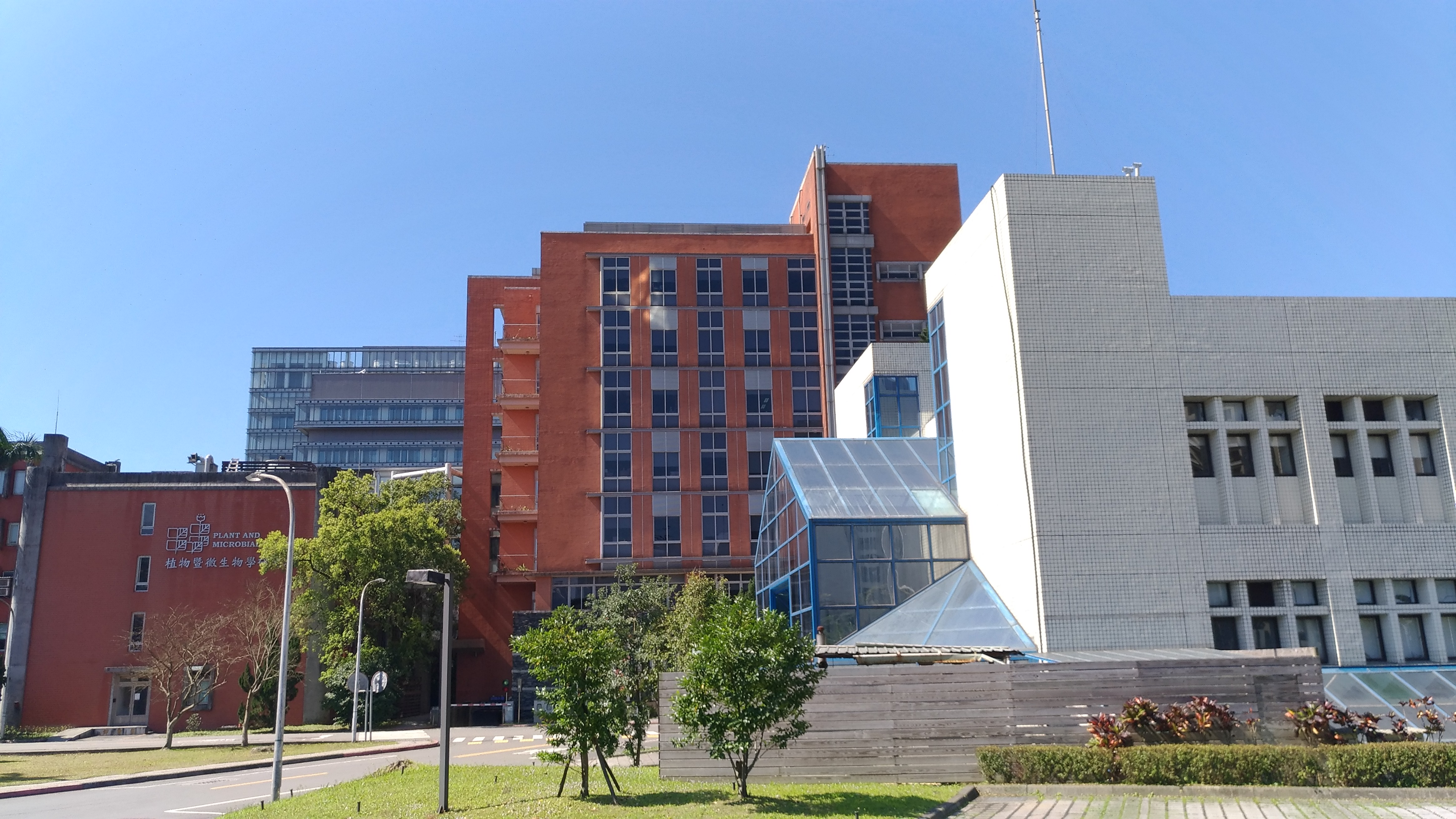
Academia Sinica

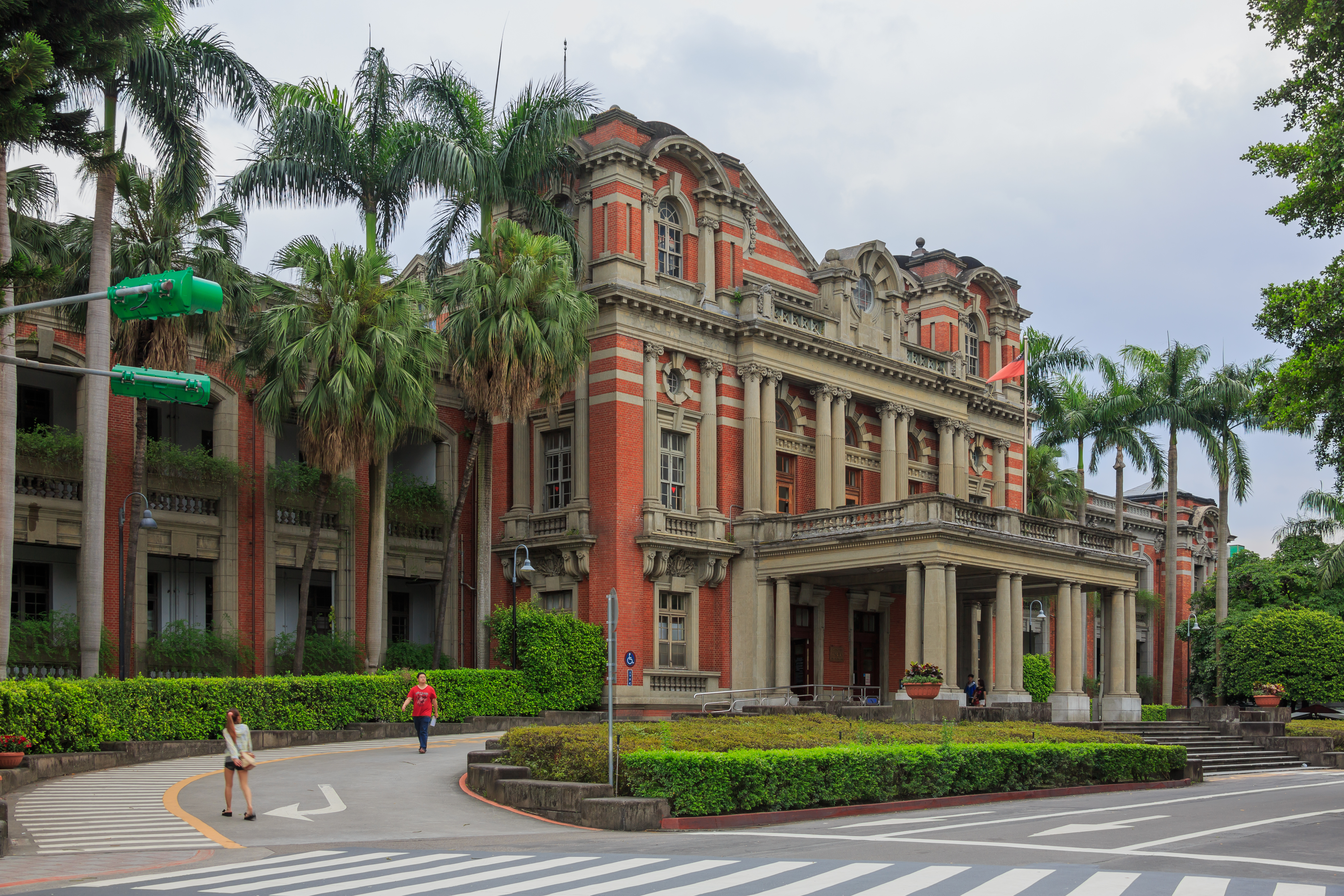
Nationaluniversität Taiwan, Klinik

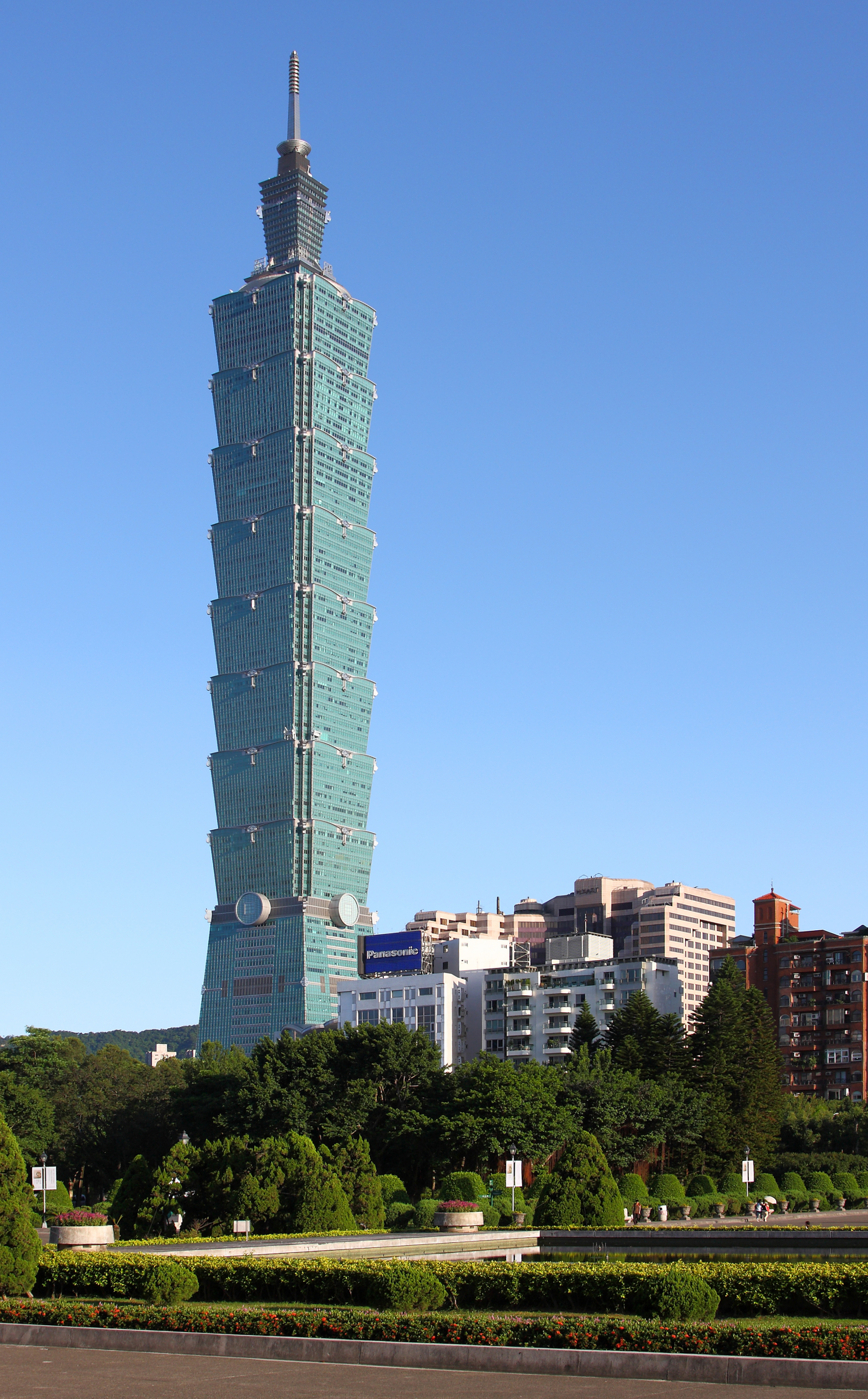
Taipei 101

Taipeh ist ein Zentrum der Forschungs- und Bildungseinrichtungen. Dazu gehören Universitäten, Hochschulen und Academia Sinica, die nationale Akademie der Wissenschaften von Taiwan.
| Name (dt./engl.) | Han-Schrift      | Gründungs- jahr | Vollzeit- lehrkräfte | Studierende |
| --- | ---------------- | --------------- | -------------------- | ----------- |
| Chengchi-Nationaluniversität National Chengchi University                                                                | 國立政治大學     | 1954            | 759                  | 14.800      |
| Nationaluniversität Taiwan National Taiwan University                                                                    | 國立臺灣大學     | 1928            | 2.107                | 29.830      |
| Staatliche Pädagogische Universität Taiwan National Taiwan Normal University                                             | 國立臺灣師範大學 | 1946            | 858                  | 13.432      |
| Yang-Ming-Universität National Yang-Ming University                                                                      | 國立陽明大學     | 1975            | 358                  | 3.563       |
| Taiwanische Nationaluniversität für Naturwissenschaften und Technik National Taiwan University of Science and Technology | 國立臺灣科技大學 | 1974            | 330                  | 8.366       |
| Technologie-Universität Taipeh National Taipei University of Technology                                                  | 國立臺北科技大學 | 1994            | 458                  | 8.242       |
| Nationaluniversität der Künste Taipeh Taipei National University of the Arts                                             | 國立臺北藝術大學 | 1982            | 175                  | 1.732       |
| Soochow-Universität Soochow University                                                                                   | 東吳大學         | 1954            | 562                  | 15.629      |
| Chinesische Kultur-Universität Chinese Culture University                                                                | 中國文化大學     | 1963            | 744                  | 27.615      |
| Shih-Hsin-Universität Shih Hsin University                                                                               | 世新大學         | 1960            | 279                  | 10.917      |
| Ming-Chuan-Universität Ming Chuan University                                                                             | 銘傳大學         | 1960            | 572                  | 17.521      |
| Shih-Chien-Universität Shih Chien University                                                                             | 實踐大學         | 1958            | 280                  | 14.657      |
| Tatung-Universität Tatung University                                                                                     | 大同大學         | 1963            | 207                  | 3.874       |
| Medizinische Universität Taipeh Taipei Medical University                                                                | 臺北醫學大學     | 1960            | 365                  | 5.674       |

| Name                                                                       | Han-Schrift      | Gründungs- jahr | Vollzeit- lehrkräfte | Studierende |
| -------------------------------------------------------------------------- | ---------------- | --------------- | -------------------- | ----------- |
| Fachhochschule für Krankenpflege Taipeh Taipei College of Nursing          | 台北護理學院     | 1994            | 154                  | 2.905       |
| Pädagogische Fachhochschule Taipeh Taipei Teachers College                 | 台北師範學院     | 1961            | 226                  | 4.692       |
| Fachhochschule für Handel Taipeh Taipei College of Business                | 台北商業技術學院 | 1968            | 223                  | 922         |
| Pädagogische Hochschule der Stadt Taipeh Taipei Municipal Teachers College | 台北市立師範學院 | 1964            | 226                  | 3.591       |
| Sporthochschule Taipeh Taipei Physical Education College                   | 台北體育學院     | 1968            | 124                  | 1.753       |
| China-Institut für Technologie China Institute of Technology               | 中華技術學院     | 1968            | 264                  | 4.745       |
| Fachhochschule Takming Takming College                                     | 德明技術學院     | 1965            | 228                  | 2.245       |

## Sehenswürdigkeiten

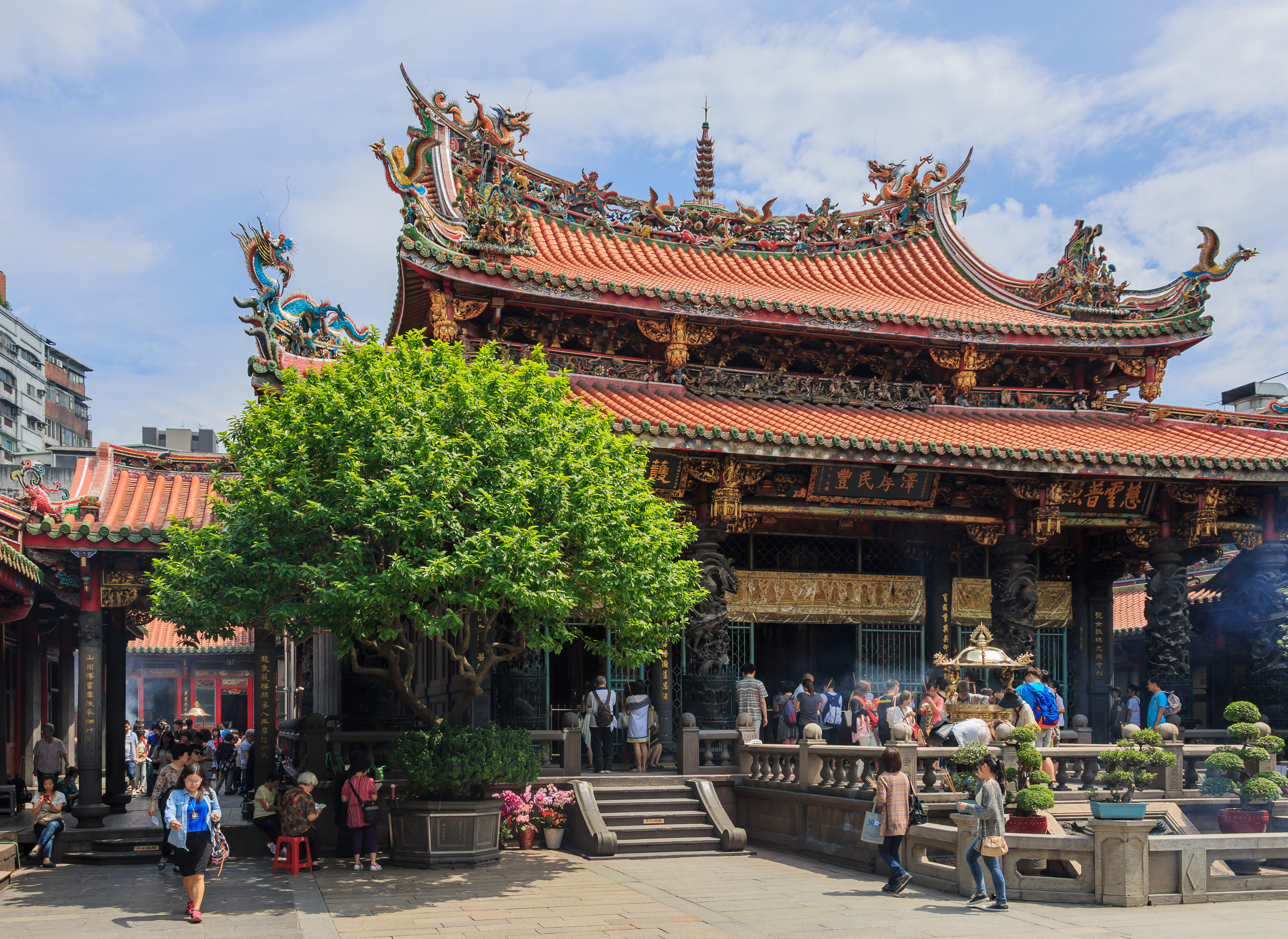
Longshan-Tempel

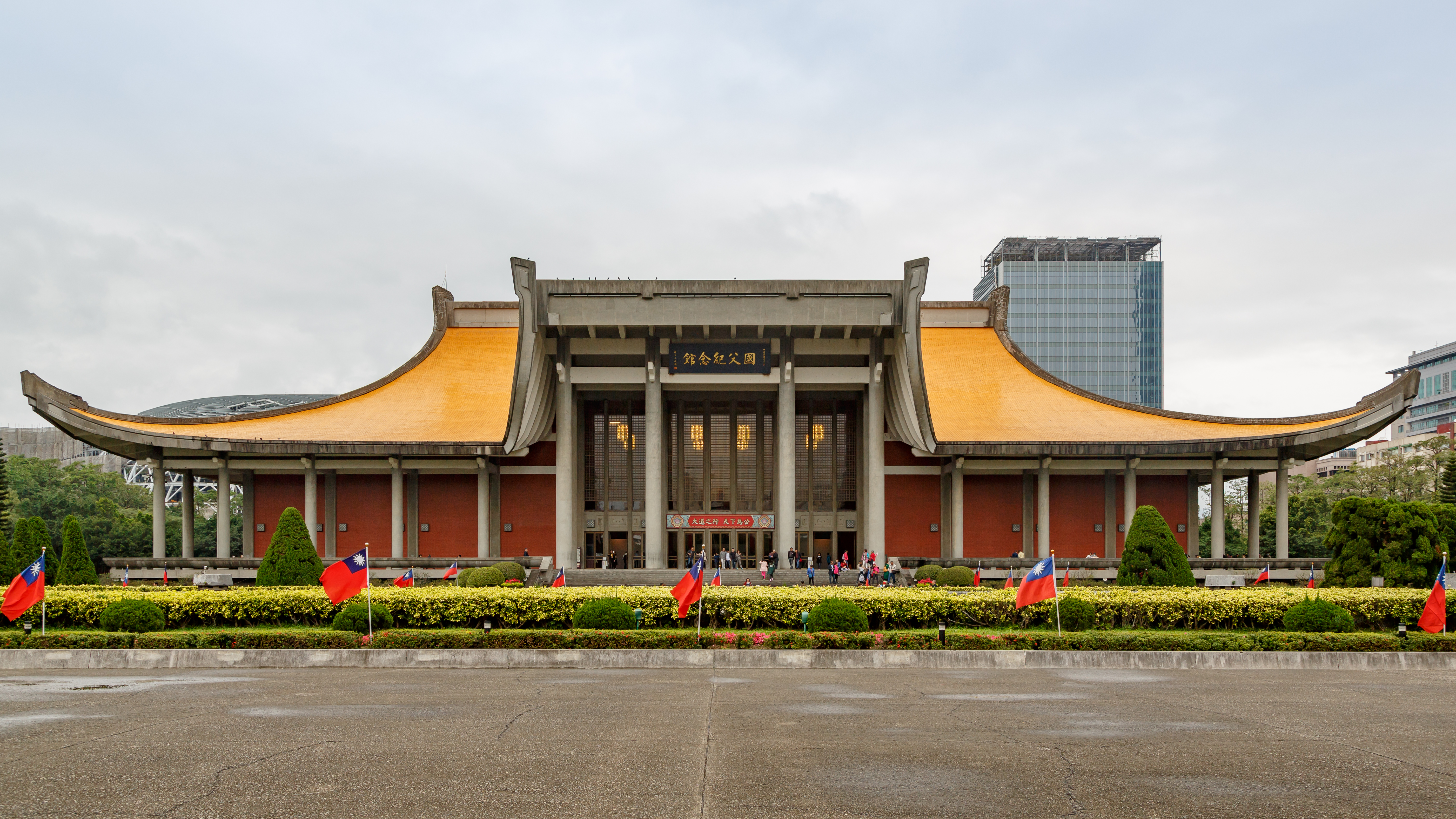
Sun Yat-sen-Gedenkhalle

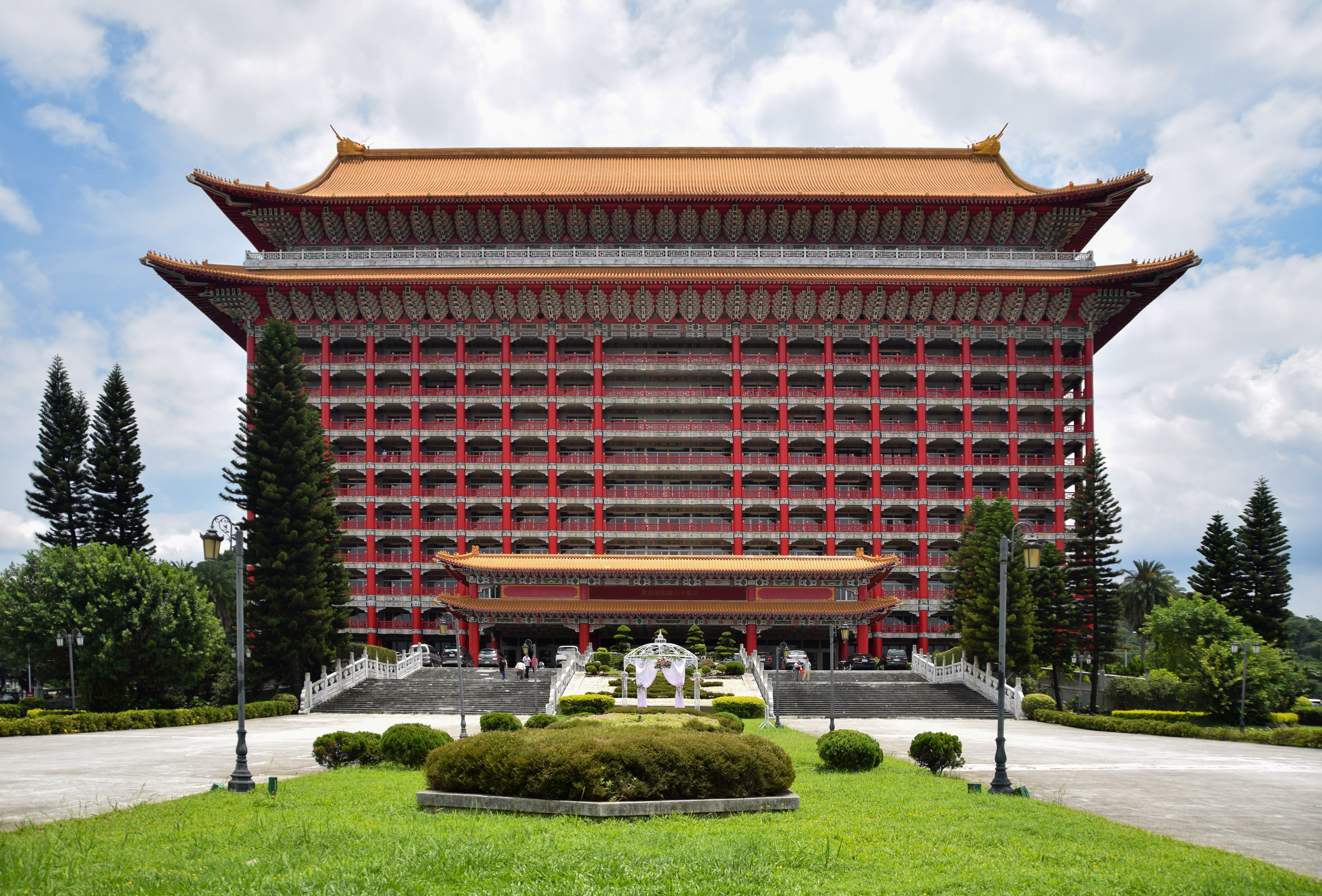
Das Grand Hotel Taipeh

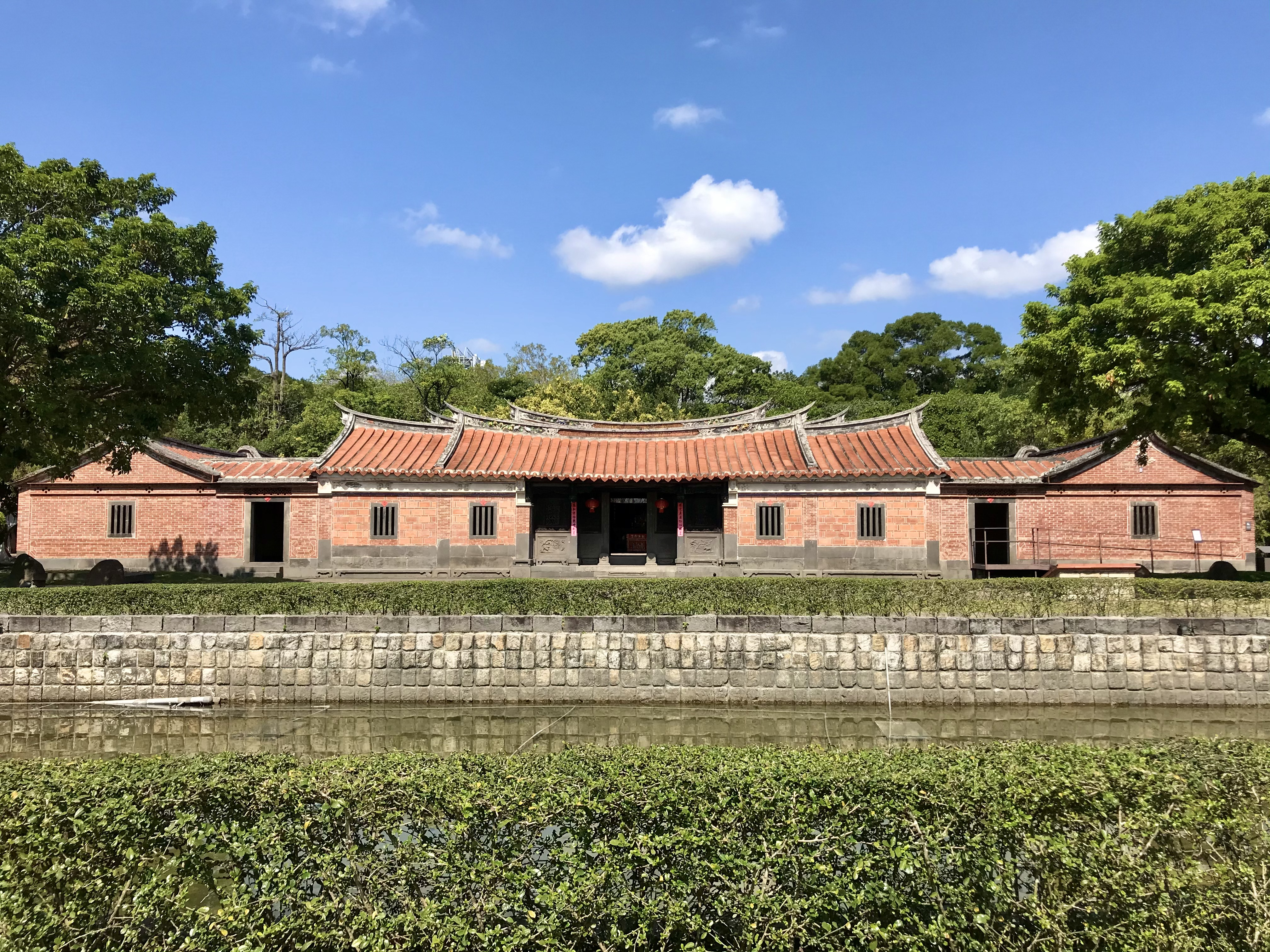
Lin-An-Tai-Haus

- Taipei 101
 Der bis Juli 2007 höchste Wolkenkratzer der Welt ist Taipehs Wahrzeichen. Er beherbergt ein Einkaufszentrum, Büros und eine Besucherplattform, zu der man mit Expressfahrstühlen kommt.
- Nationale Chiang-Kai-shek-Gedächtnishalle
 Hier wird des langjährigen Präsidenten der Republik China gedacht. Kein anderer Ort in Taipeh symbolisiert so stark die nationale Befindlichkeit und Identitätssuche. Außerdem ist der Gesamtkomplex mit Gärten, Teichen, der Nationalen Konzerthalle und Nationalen Theaterhalle ein Ort der Erholung.
- Nationales Palastmuseum
 Hier findet man Schätze aus der Verbotenen Stadt aus über dreitausend Jahren chinesischer Kulturgeschichte.
- Sun-Yat-sen-Gedächtnishalle
 Das Denkmal des ersten Präsidenten der Republik China, der auch in der Volksrepublik China verehrt wird.
- Grand Hotel
 1973 fertiggestelltes, im traditionell-chinesischen Palaststil gestaltetes Fünf-Sterne-Hotel.
- Longshan-Tempel (Mengjia)
 Der wohl bekannteste Tempel der Stadt.
- Shilin-Nachtmarkt
 Hier werden Lebensmittel verkauft und auch gleich zum Verzehr zubereitet. Außerdem viel Amüsierbetrieb. Großer Andrang.
- Shida-Nachtmarkt
 Die Longquan-Straße beheimatet den Shida-Nachtmarkt, der nicht nur wegen seiner Nähe zum Hauptcampus der National Taiwan Normal University ein beliebter Treffpunkt der hiesigen Studenten ist.
- Shin-Kong Life Tower
 War bis 1997 das höchste Gebäude Taiwans und ist Sitz der Shin Kong Life Insurance Company. In den unteren Etagen befindet sich das Shin Kong Mitsukoshi Warenhaus.
- Das Museum für Zeitgenössische Kunst Taipeh veranstaltet wechselnde Ausstellungen.
- Das Städtische Kunstmuseum Taipeh zeigt vor allem Werke taiwanischer Künstler aus der neueren Zeit.
- Bao-An-Tempel
 Bedeutendster daoistischer Tempel Taipehs. Erbaut 1760.
- Konfuziustempel
 Konfuzius’ Lehren spielen auch heute noch eine zentrale Rolle in der taiwanischen Gesellschaft. In unmittelbarer Nachbarschaft des Bao-An-Tempels.
- Lin-An-Tai-Haus
 Das älteste existierende Wohngebäude Taipehs. Die Hofanlage einer reichen Kaufmannsfamilie wurde von 1783 bis 1823 im Fujian-Stil erbaut, 1978 aber wegen Erweiterung der Dunhua-Straße abgebaut und 1986 an der Binjiang-Straße aus den Originalteilen vollständig wiederaufgebaut.
- Zhinan-Tempel
 Daoistischer Tempel in den Maokong-Bergen, im Süden Taipehs. Erbaut 1890. Dem Unsterblichen Lü Dongbin geweiht. Liebespaare vermeiden es, den Tempel gemeinsam zu besuchen, da sie seine Eifersucht fürchten. Der Sage nach wurde seine Liebe zu He Xiangu nicht erwidert.

## Verkehr

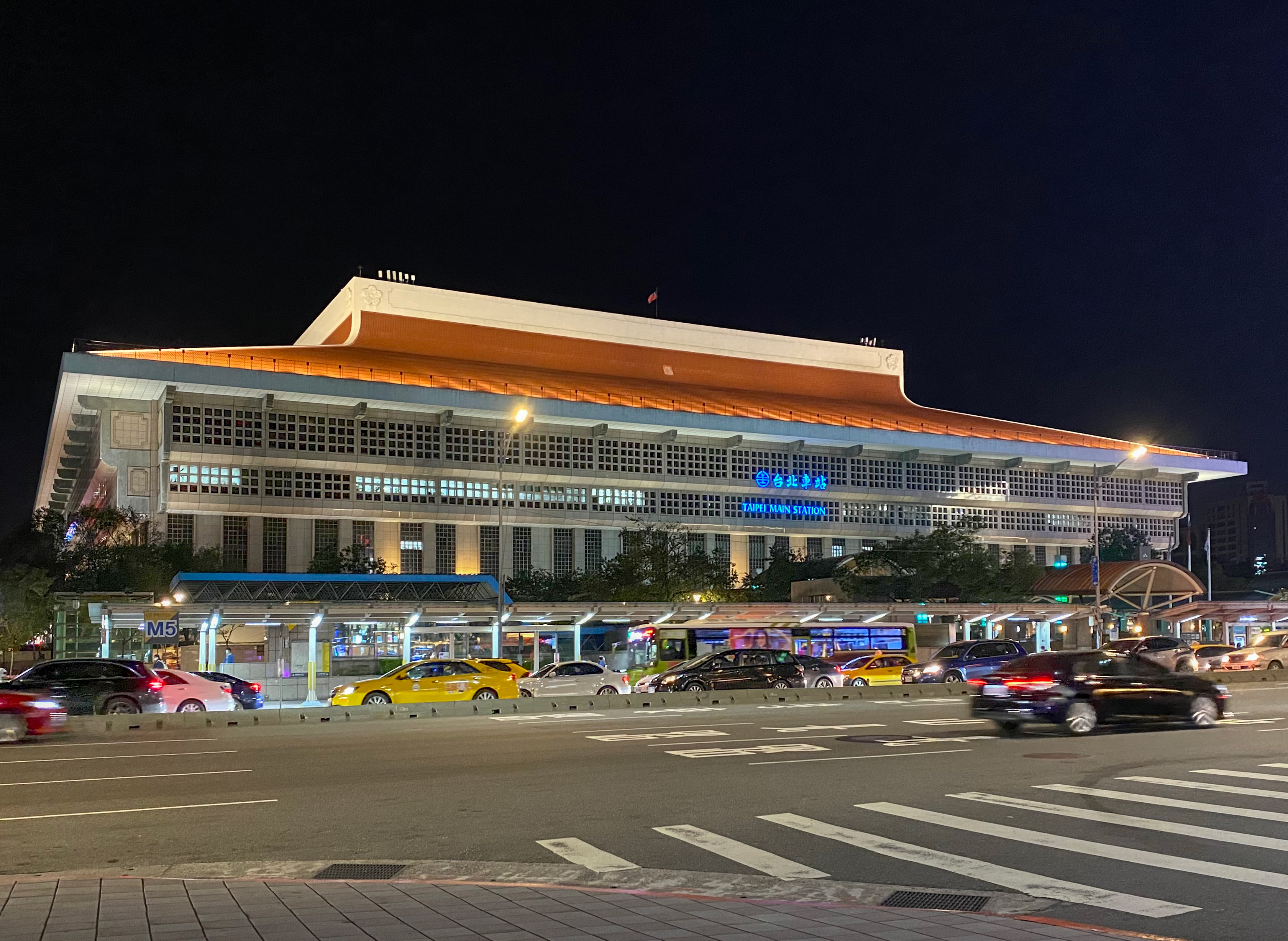
Der Hauptbahnhof im Stadtteil Zhongzheng

Taipehs ÖPNV umfasst neben einem Bussystem die Metro Taipei, oft kurz MRT (Mass Rapid Transit) genannt, die auch die verschiedenen Stadtteile von New Taipei City anbindet. In den späten 1980er Jahren wurde der Hauptbahnhof in der Innenstadt komplett unter die Erde verlegt. Die Ende 2006 in Betrieb genommene Hochgeschwindigkeitsverbindung Taiwan High Speed Rail (HSR) nach Zuoying/Kaohsiung hat Linksverkehr.
In der Stadt selbst befindet sich der Inlands-Flughafen Taipeh-Songshan; etwa eine Autostunde südwestlich von Taipeh in der Nähe von Taoyuan befindet sich der internationale Flughafen Taipeh-Taiwan Taoyuan, vorher Flughafen Taipeh-Chiang Kai-shek.
Es gibt ein ausgedehntes und sehr dichtes Bussystem durch die Stadt, besonders in Gegenden, die nicht von der Metro Taipei bedient werden.
In den letzten Jahren haben Bemühungen zugenommen, auch die Infrastruktur für Fahrradfahrer auszubauen.

## Wirtschaft
Laut einer Studie aus dem Jahr 2014 erwirtschafte der Großraum Taipeh ein Bruttoinlandsprodukt von 327 Milliarden US-Dollar (KKB). In der Rangliste der wirtschaftsstärksten Metropolregionen weltweit belegte er damit den 29. Platz. Taipeh ist der Hauptsitz der meisten großen Unternehmen aus Taiwan und erbringt ein Drittel der Wirtschaftsleistung der Republik. Dominiert wird die Wirtschaft der Stadt von Handel, Finanzen, Industrie sowie der Informations- und Kommunikationstechnologie. Taipeh ist ein Zentrum für Forschung und Entwicklung. Auch die nationalen Wertpapierbörsen - Taiwan Stock Exchange, Taipei Exchange und die Taiwan Futures Exchange befinden sich hier.
Viele namhafte Unternehmen auf dem Gebiet der Elektrotechnik und insbesondere der Rechnertechnik haben ihren Hauptsitz in Taipeh, stützen die dortige Wirtschaft und die Wirtschaft des gesamten Landes. Beispiele hierfür sind unter anderem Foxconn, Acer, Asus, BenQ, Gigabyte Technology, Biostar, AOC International, Aaeon, Delta Electronics und Wistron. Mit der Formosa Plastics Group und der Fair Friend Group sind auch große Unternehmen der Chemiebranche und des Maschinenbaus vertreten.
Für das Jahr 2016 wurde Taipeh von der World Design Organization zum World Design Capital nominiert.

## Tourismus
Der Fremdenverkehr spielt eine wichtige Rolle für die Wirtschaft von Taipeh. Mit 7,4 Millionen ausländischen Besuchern stand Taipeh 2016 auf Platz 15 der meistbesuchten Städte weltweit. Touristen brachten im selben Jahr Einnahmen von 9,6 Milliarden US-Dollar. Die meisten ausländischen Besucher stammten aus der Volksrepublik China.

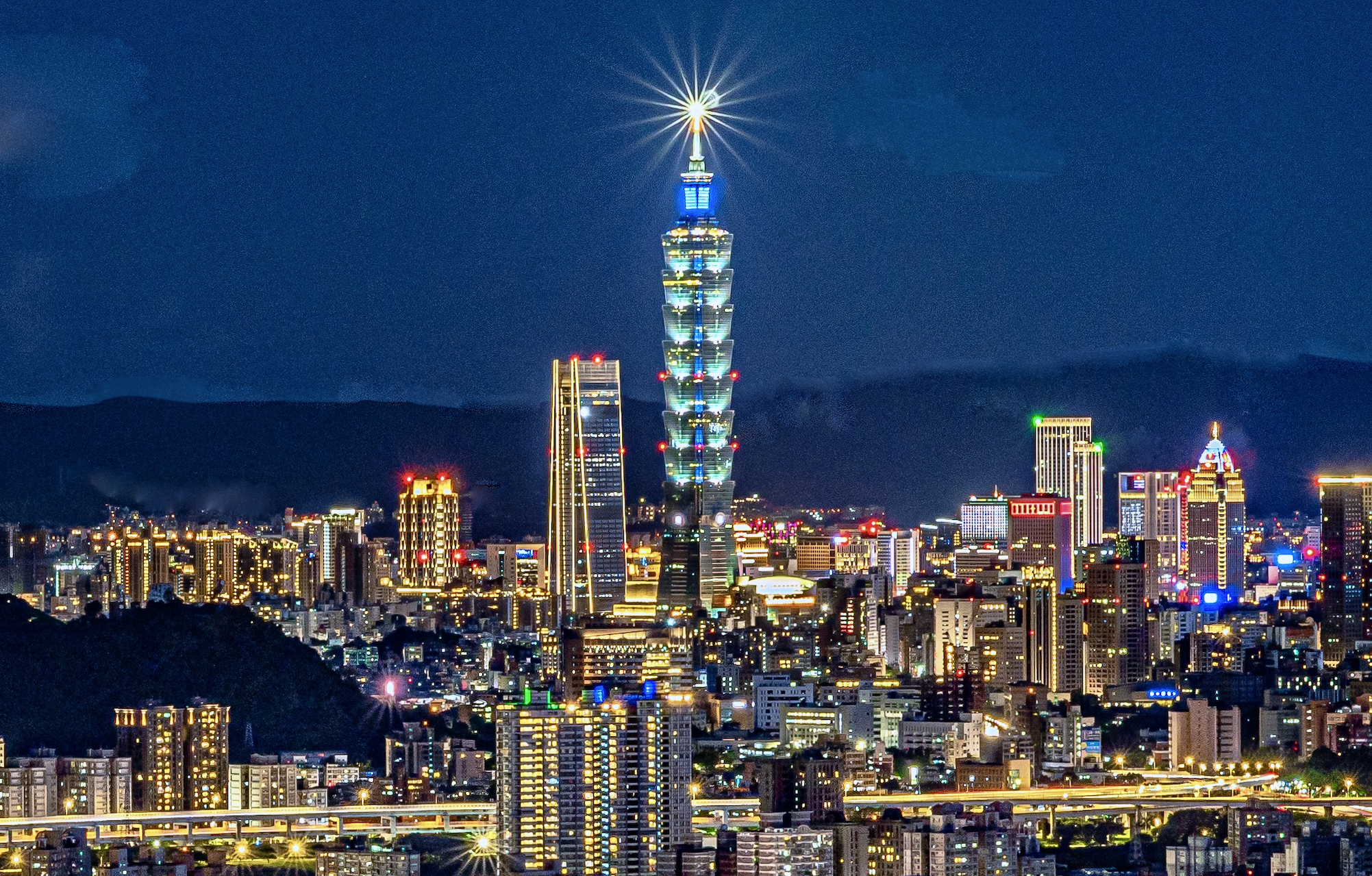
Skyline von Taipei mit Taipei 101

## Partnerstädte
Taipeh unterhält mit folgenden Städten Partnerschaften. In Klammern das Jahr der Etablierung.
1. Houston, USA (1961)
2. Lomé, Togo (1966)
3. Manila, Philippinen (1966)
4. Cotonou, Benin (1967)
5. Seoul, Südkorea (1968)
6. Quezon City, Philippinen (1968)
7. San Francisco, USA (1970)
8. Santo Domingo, Dominikanische Republik (1970)
9. Guam, USA (1973)
10. Tegucigalpa, Honduras (1974)
11. Cleveland, USA (1975)
12. Dschidda, Saudi-Arabien (1978)
13. Indianapolis, USA (1978)
14. Marshall (Texas), USA (1978)
15. Phoenix, USA (1979)
16. Los Angeles, USA (1979)
17. Atlanta, USA (1979)
18. Oklahoma City, USA (1981)
19. Johannesburg, Südafrika (1982)
20. Gold Coast, Australien (1982)
21. Pretoria, Südafrika (1983)
22. San José, Costa Rica (1984)
23. Lilongwe, Malawi (1984)
24. Versailles, Frankreich (1986)
25. Asunción, Paraguay (1987)
26. Panama-Stadt, Panama (1989)
27. Managua, Nicaragua (1992)
28. San Salvador, El Salvador (1993)
29. Warschau, Polen (1995)
30. Ulan-Ude, Russland (1996)
31. Boston, USA (1996)
32. Dallas, USA (1996)
33. Dakar, Senegal (1997)
34. Banjul, Gambia (1997)
35. Bissau, Guinea-Bissau (1997)
36. Mbabane, Eswatini (1997)
37. Ulaanbaatar, Mongolei (1997)
38. San Nicolás de los Garza, Mexiko (1997)
39. La Paz, Bolivien (1997)
40. Guatemala-Stadt, Guatemala (1998)
41. Monrovia, Liberia (1998)
42. Vilnius, Litauen (1998)
43. Majuro, Marshallinseln (1998)
44. Riga, Lettland (2001)
45. Ouagadougou, Burkina Faso (2008)
46. Daegu, Südkorea (2010)
47. Quito, Ecuador (2016)
48. Castries, St. Lucia (2018)
49. Belmopan, Belize (2019)
50. Prag, Tschechien (2020)[8]
51. Lima, Peru (2020)[9]

## Söhne und Töchter der Stadt
- Shimmei Masamichi (1898–1984), japanischer Sozialwissenschaftler
- Ishibashi Masashi (1924–2019), japanischer Politiker
- Hotsuki Ozaki (1928–1999), japanischer Autor und Literaturkritiker
- Loring W. Tu (* 1952), taiwanisch-US-amerikanischer Mathematiker
- Brigitte Lin (* 1954), taiwanische Schauspielerin
- Tony Daykin (* 1955), US-amerikanischer American-Football-Spieler
- Chang Kuo-Li (* 1955), Schriftsteller
- Rod Cory Langway (* 1957), US-amerikanischer Eishockeyspieler
- Cher Wang (* 1958), Unternehmerin und Philanthropin
- Cho Jung-tai (* 1959), Politiker
- Lars Larson (* 1959), US-amerikanischer Radiomoderator
- Alexander Rahr (* 1959), deutscher Politikwissenschaftler
- Sally Yeh (* 1961), Cantopop-Künstlerin und Schauspielerin
- Jun-San Chen (* 1963), Rennstallbesitzer und Autorennfahrer
- Hui-Ling Wang (* 1964), taiwanische Drehbuchautorin
- Tsem Tulku (1965–2019), tibetischer Mönch
- Jessey Meng (* 1967), Schauspielerin und Model
- Michael Su (* 1967), taiwanisch-US-amerikanischer Kameramann, Filmschaffender, Schauspieler und Synchronsprecher
- Joey Wong (* 1967), Schauspielerin
- Jerry Yang (* 1968), Mitbegründer und Vorstand des Internetverzeichnisses Yahoo!
- Christina Chang (* 1971), US-amerikanische Schauspielerin
- Kobe Tai (* 1972), US-amerikanische Pornodarstellerin und Schauspielerin
- Takeshi Kaneshiro (* 1973), taiwanisch-japanischer Schauspieler
- Justin Lin (* 1973), US-amerikanisch-taiwanischer Drehbuchautor und Filmregisseur
- Faith Yang (* 1974), Rockmusikerin und Model
- Morris Chen (* 1976), Autorennfahrer
- Lan Hungh (* 1976), Performancekünstler
- Shu Qi (* 1976), Schauspielerin
- Barbie Xu (1976–2025), Schauspielerin, Sängerin und Moderatorin
- Steve Chen (* 1978), Mitgründer und Chief Technology Officer der Website YouTube.
- Xu Weilun (1978–2007), Sängerin, Schauspielerin und Model
- Camille Chen (* 1979), Schauspielerin
- Jay Chou (* 1979), Sänger und Schauspieler
- Scott Lee (* 1979), US-amerikanischer Bratschist und Musikpädagoge
- Selena Lin (* 1979), Comic-Künstlerin
- Kaila Yu (* 1979), taiwanisch-US-amerikanische Sängerin und Model
- Jolin Tsai (* 1980), Popsängerin
- Peggy Hsu (* 1981), Sängerin und Songwriterin
- Phillip King (* 1981), hongkong-chinesisch-US-amerikanischer Tennisspieler
- Selina Ren (* 1981), Sängerin der Girl-Band S.H.E
- James Chen (* 1983), Pokerspieler
- Maria Ho (* 1983), US-amerikanisch-taiwanische Pokerspielerin
- Lu Yen-hsun (* 1983), Tennisspieler
- Godfrey Gao (1984–2019), taiwanisch-kanadischer Schauspieler und Model
- Yi Chu-huan (* 1987), Tennisspieler
- Shih-Wei Huang (* 1988), Pianistin
- Lee Hsin-han (* 1988), Tennisspieler
- Jasmine Chen (* 1989), Springreiterin
- Ray Chen (* 1989), australisch-taiwanischer Violinist
- Chou Tien-chen (* 1990), Badmintonspieler
- Hsieh Cheng-peng (* 1991), Tennisspieler
- Hsiao Po-yuan (* 1993), Eishockeyspieler
- Wen Tzu-yun (* 1993), Karateka
- Hsiao Po-yun (* 1995), Eishockeyspieler
- Lee Yang (* 1995), Badmintonspieler
- Wang Chi-lin (* 1995), Badmintonspieler
- Wang Tzu-wei (* 1995), Badmintonspieler
- Ho Ping-jui (* 1998), Skirennläufer
- Tseng Chun-hsin (* 2001), Tennisspieler
- Chen Yi-tung (* 2003), Florettfechter
- Kao Cheng-Jui (* 2004), Tischtennisspieler
- Lin Yo-chen (* 2004), Eishockeyspieler

## Klimatabelle
|                       | Jan  | Feb  | Mär  | Apr  | Mai  | Jun  | Jul  | Aug  | Sep  | Okt  | Nov  | Dez  |   |      |
| Mittl. Tagesmax. (°C) | 19,0 | 19,3 | 21,6 | 25,8 | 28,6 | 31,6 | 34,0 | 33,4 | 31,4 | 27,9 | 23,7 | 20,6 | ⌀ | 26,4 |
| Mittl. Tagesmin. (°C) | 13,1 | 13,4 | 15,0 | 18,5 | 21,8 | 24,2 | 25,7 | 25,6 | 24,2 | 21,8 | 18,4 | 14,8 | ⌀ | 19,7 |
|                       |      |      |      |      |      |      |      |      |      |      |      |      |   |      |
| Niederschlag (mm)     | 91   | 139  | 174  | 164  | 224  | 298  | 242  | 281  | 255  | 119  | 73   | 74   | Σ | 2134 |
|                       |      |      |      |      |      |      |      |      |      |      |      |      |   |      |
| Sonnenstunden (h/d)   | 2,8  | 2,5  | 2,9  | 3,4  | 3,2  | 4,4  | 6,2  | 6,3  | 5,5  | 4,4  | 3,0  | 3,1  | ⌀ | 4    |
|                       |      |      |      |      |      |      |      |      |      |      |      |      |   |      |
| Regentage (d)         | 10   | 12   | 13   | 11   | 12   | 13   | 11   | 11   | 10   | 9    | 9    | 10   | Σ | 131  |
|                       |      |      |      |      |      |      |      |      |      |      |      |      |   |      |
| Wassertemperatur (°C) | 19   | 19   | 20   | 23   | 25   | 27   | 28   | 28   | 27   | 25   | 22   | 21   | ⌀ | 23,7 |
|                       |      |      |      |      |      |      |      |      |      |      |      |      |   |      |
| Luftfeuchtigkeit (%)  | 80   | 82   | 81   | 79   | 81   | 80   | 75   | 76   | 77   | 77   | 77   | 77   | ⌀ | 78,5 |

| 13,1 |

| 13,4 |

| 15,0 |

| 18,5 |

| 21,8 |

| 24,2 |

| 25,7 |

| 25,6 |

| 24,2 |

| 21,8 |

| 18,4 |

| 14,8 |

| 13,1 |

| 13,4 |

| 15,0 |

| 18,5 |

| 21,8 |

| 24,2 |

| 25,7 |

| 25,6 |

| 24,2 |

| 21,8 |

| 18,4 |

| 14,8 |

## Galerie

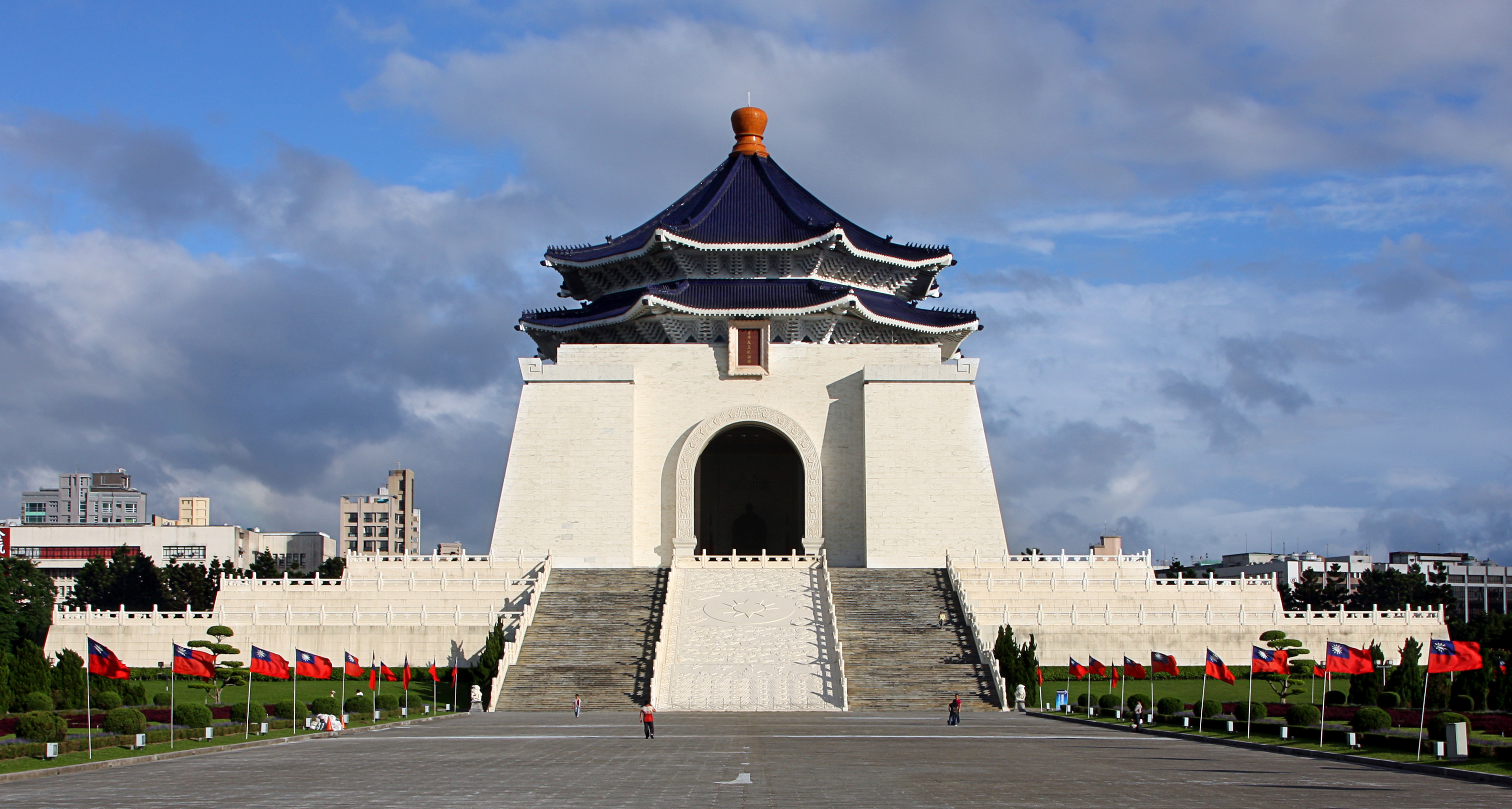
Nationale Chiang-Kai-shek-Gedächtnishalle
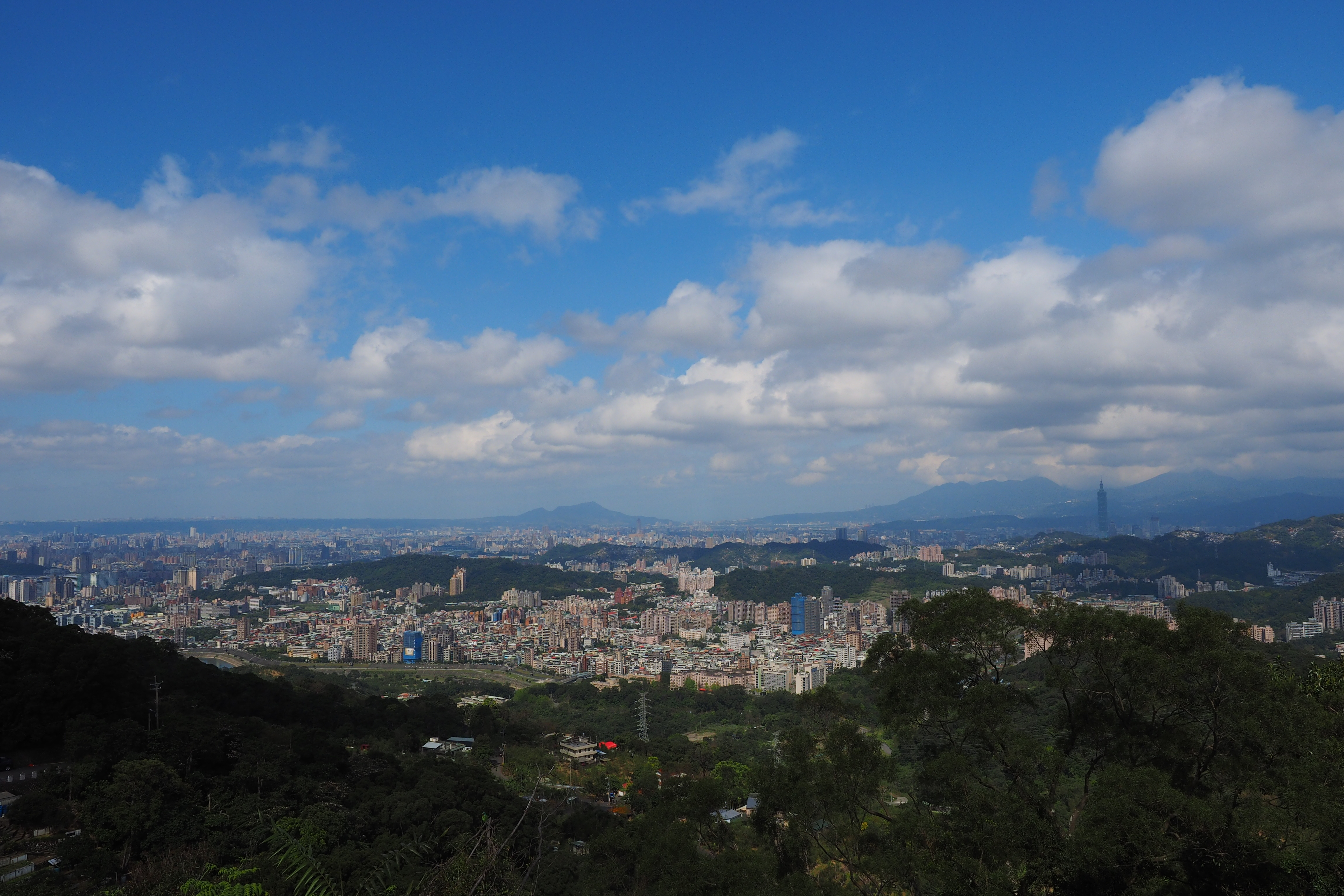
Taipei von Maokong aus betrachtet
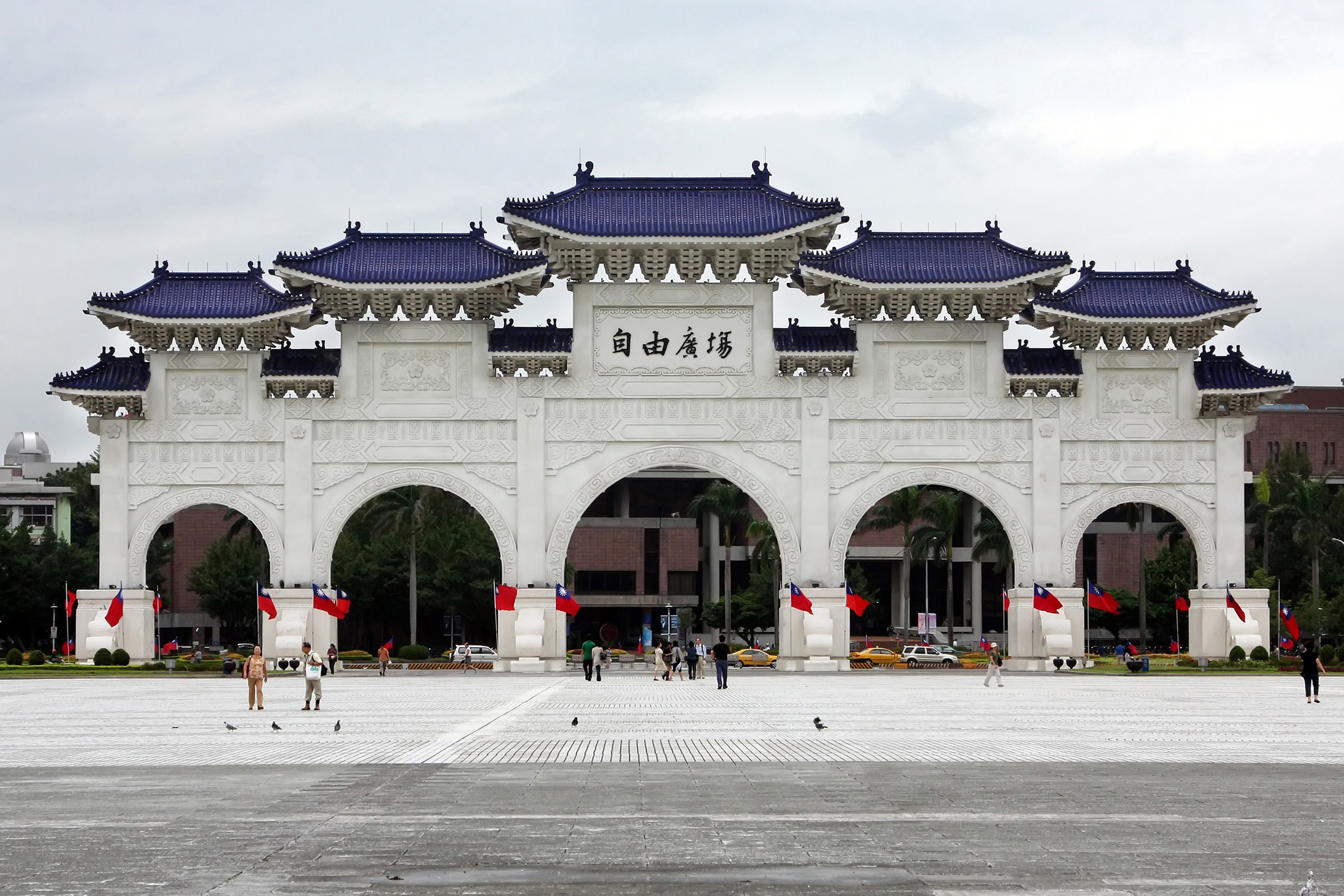
Haupteingang zur Chiang Kai-shek-Gedächtnishalle
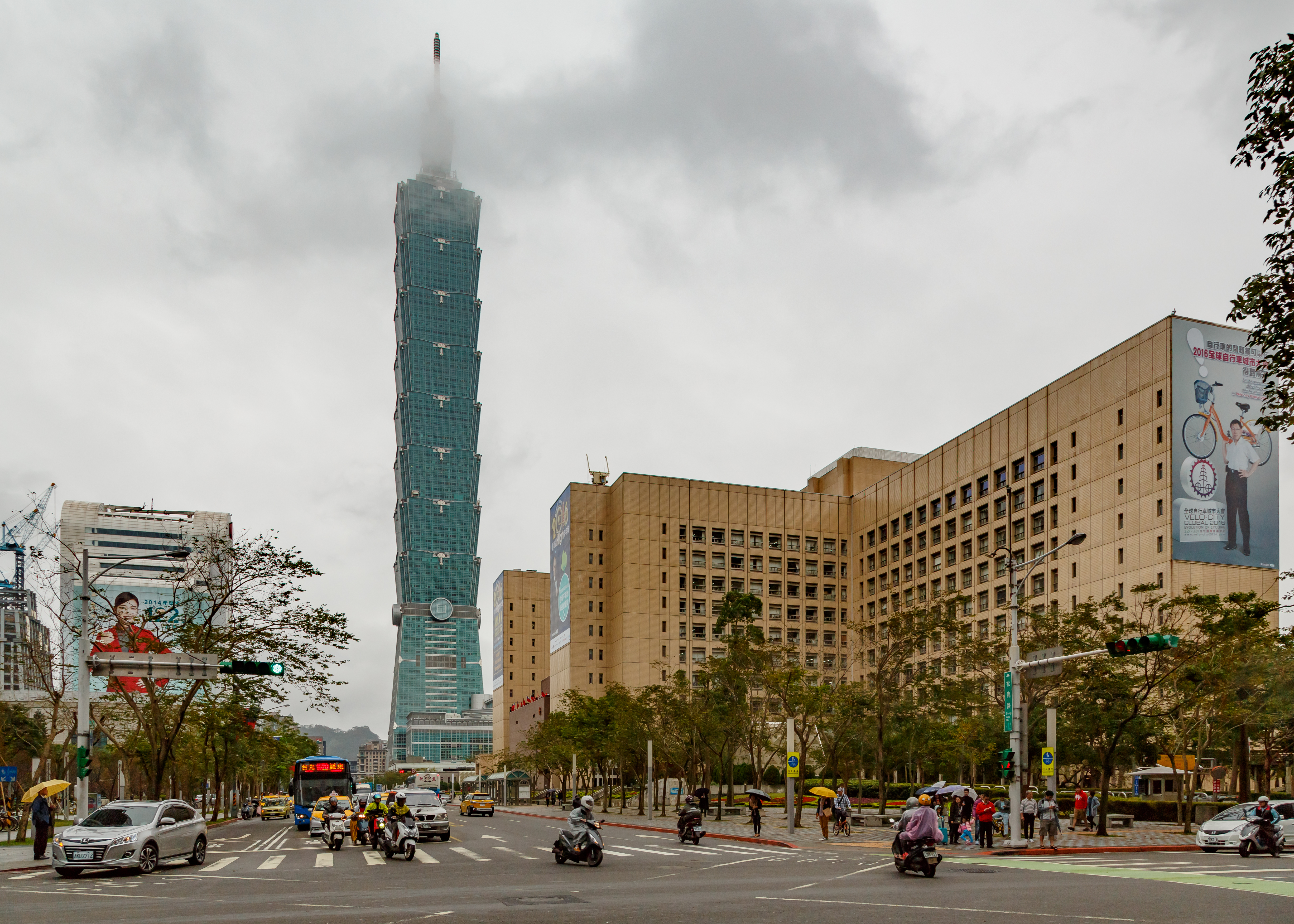
Taipei 101 und Stadthalle
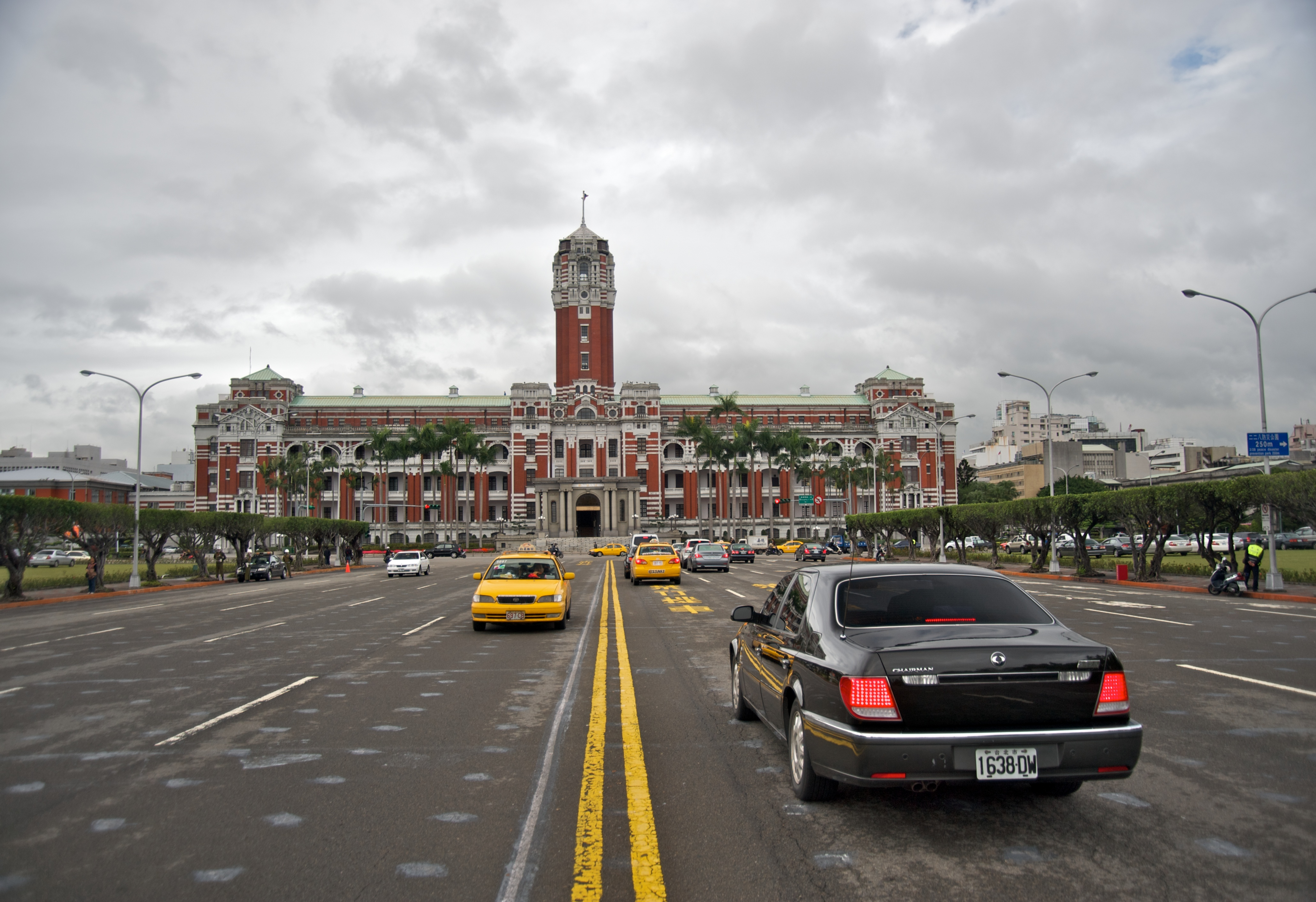
Regierungsgebäude vom Ketagalan Boulevard aus betrachtet
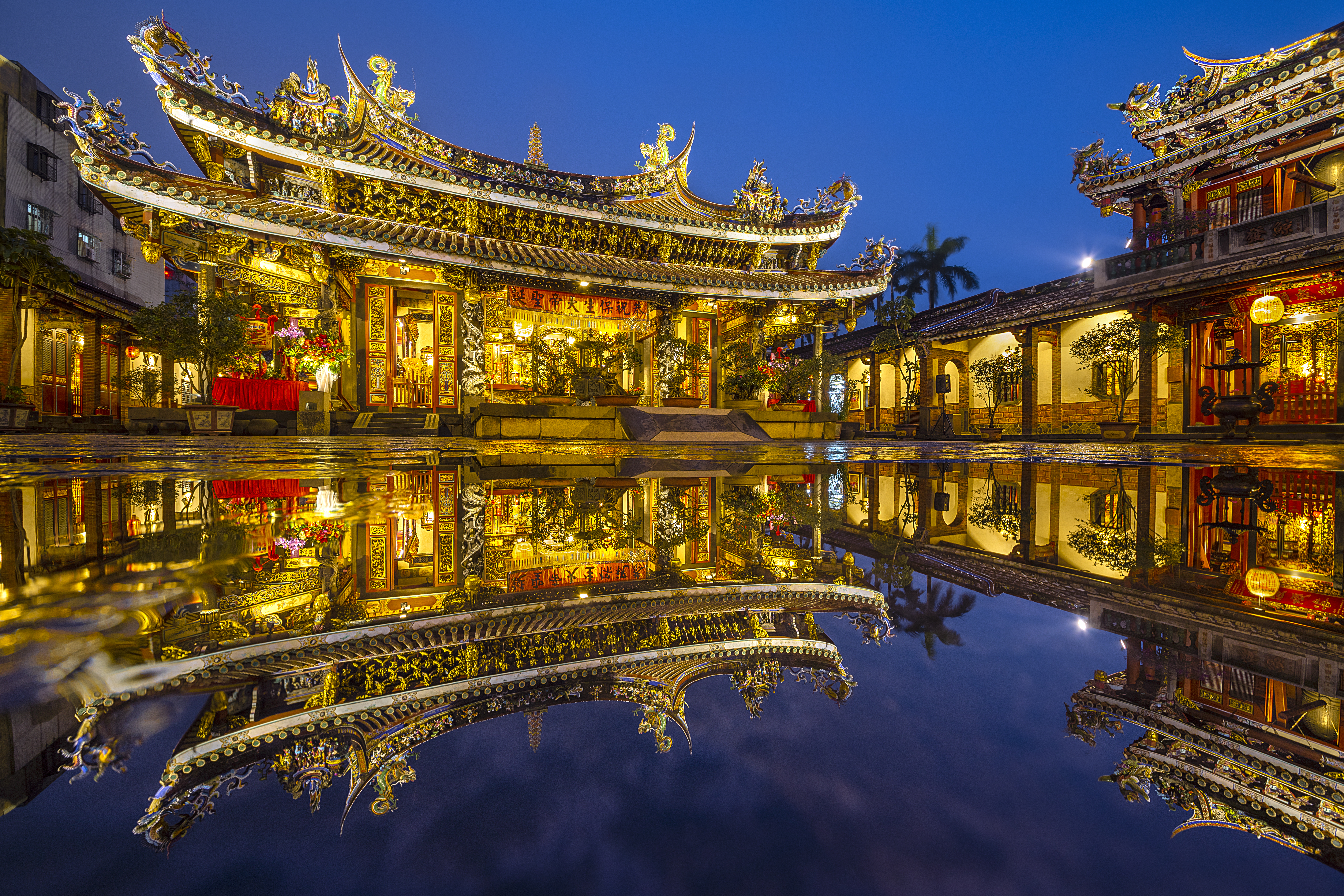
Bao-an-Tempel bei Nacht
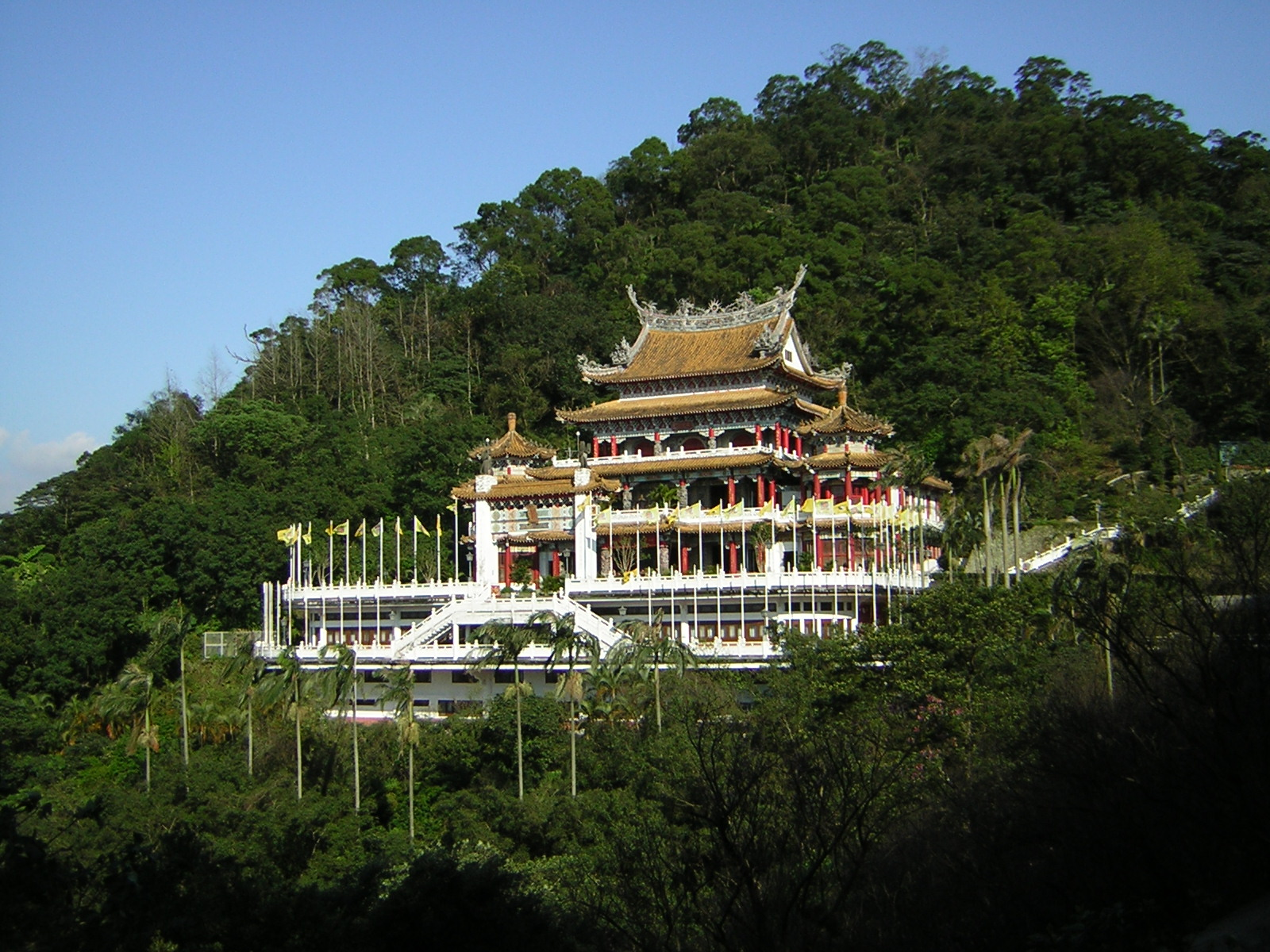
Zhinan-Tempel
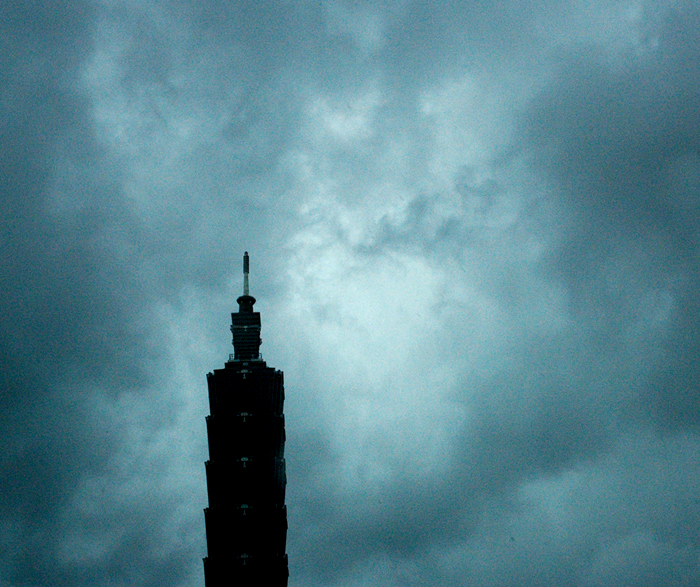
Ein Taifun in Taipei
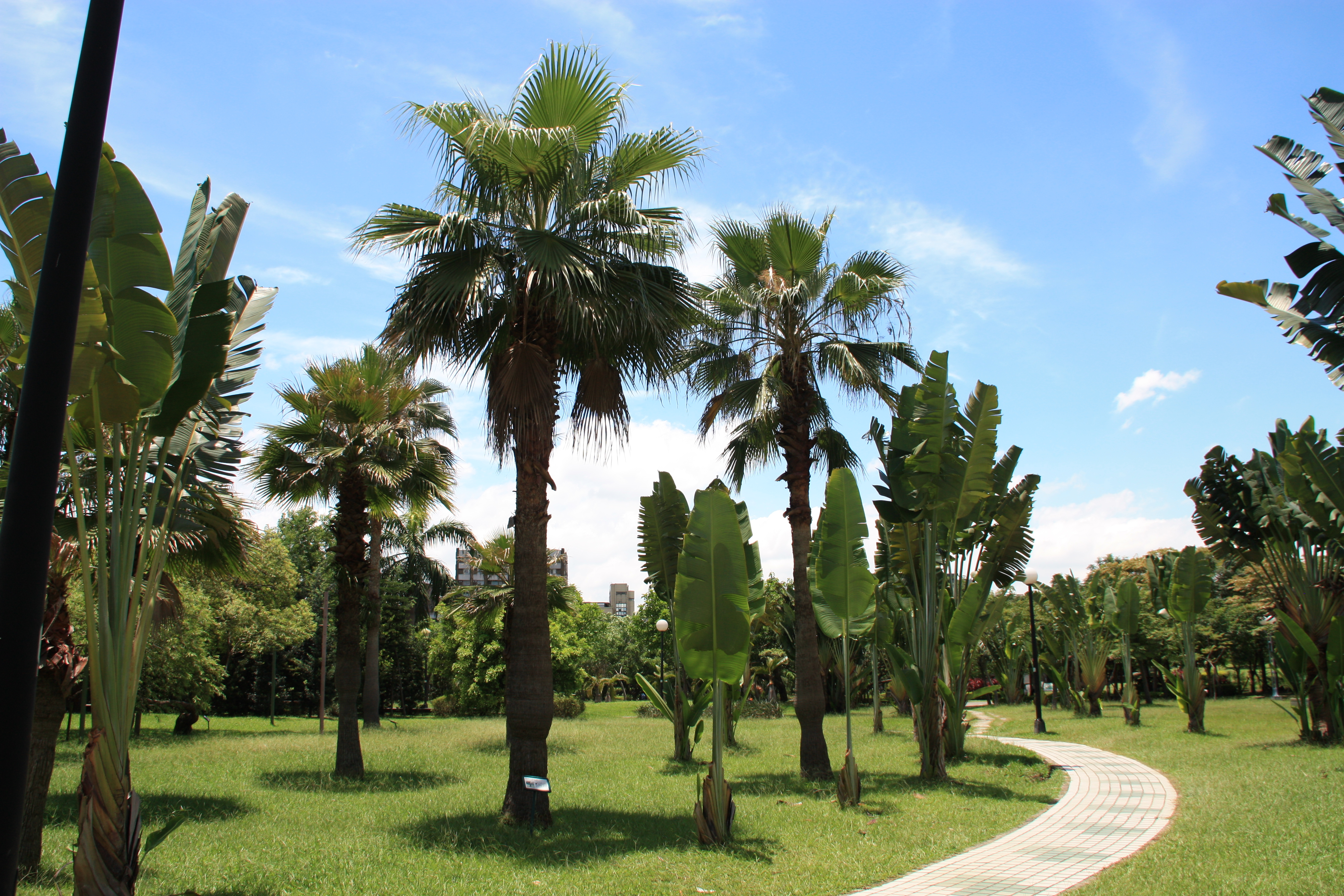
Da'an Park